# Rolf Becker
Rolf Becker (Lipsia, 31 marzo 1935) è un attore e doppiatore tedesco.

## Biografia
Becker è figlio di un ufficiale. Cresce a Osterstedt nello Schleswig-Holstein. Nel 1943 il padre muore in guerra. Dal 1945 frequenta l' Altes Gymnasium di Brema. Dal 1956 al 1958 frequenta recitazione alla Otto-Falckenberg-Schule di Monaco di Baviera.
Nel 1957 debutta a teatro al Münchner Kammerspiele in L'affare Dreyfus di Hans José Rehfisch e Wilhelm Herzog. Dal 1958 recita al Staatstheater Darmstadt e dal 1962 al Theater Ulm. Dal 1971 recita al Deutsches Schauspielhaus di Amburgo.
Dagli anni '60 recita oltre che in teatro anche in televisione e cinema. È stato ospite in serie televisive come L'ispettore Derrick, Der Alte, Tatort, Un caso per due, SOKO 5113, SOKO Köln, Die Männer vom K3, Wolffs Revier, Der Bulle von Tölz, Großstadtrevier e Küstenwache. Anche in altre produzioni come Leo und Charlotte (1991), Freunde fürs Leben (1992–1993) e Der Nelkenkönig (1993).
Dal marzo 2006 recita come Otto Stein, nella serie In aller Freundschaft.
Becker ha dato la voce come doppiatore a Ben Cross, Jeremy Irons, Jacques Perrin.
Rolf Becker è stato sposato con l'attrice Monika Hansen (* 1943). Dal 1971 divorziati. I figli Ben Becker (* 1964) e Meret Becker (* 1969) sono attori anch'essi così come Otto Sander. Becker dal 1980 è sposato con Sylvia Wempner. Anno tre figli. Dal 1971 vive a Amburgo.

## Opere
- Dichter unbekannt Heinrich-Heine-Textfolge von Rolf Becker und Claus Bremer. Eigenverlag, Hamburg 1973.
- Immer noch Kommunist? Erinnerungen von Paul Elflein. Herausgegeben von Rolf Becker und Claus Bremer. Hamburg 1978, ISBN 3-87975-157-9.
- 28 Jahre in der Todeszelle. Artikel über Mumia Abu-Jamal.
- Ich bin so knallvergnügt erwacht – Ein Ringelnatz–Hörvergnügen, mit Frank Fröhlich, Goldmund Hörbücher, Dresden 2019, ISBN 978-3-939669-31-9.